# Пјана Гранде (Терамо)
Пјана Гранде (итал. Piana Grande) је насеље у Италији у округу Терамо, региону Абруцо.
Према процени из 2011. у насељу је живело 42 становника. Насеље се налази на надморској висини од 44 м.